# 617è Esquadró de la RAF
El 617è Esquadró de la Royal Air Force, més conegut com l'esquadró "Dambusters". Actualment opera amb el Tornado GR4, i té la seu a RAF Lossiemouth, Escòcia.

## Història

### Segona Guerra Mundial
El 21 de març de 1943, durant la Segona Guerra Mundial, es formà l'esquadró a RAF Scampton, i incloïa personal de la Reial Força Aèria Canadenca, la Reial Força Aèria Australianai la Reial Força Aèria Neozelandesa. L'esquadró es formà per portar a terme la tasca específica d'atacar 3 grans embassaments a la conca del Ruhr a Alemanya: Möhne, Eder o Sorpe. El pla rebé el nom d'Operació Castigar, i tingué lloc el 17 de maig de 1943. L'esquadró va haver de desenvolupar tàctiques per poder llançar la bomba de rebot de Barnes Wallis.
El comandant original de l'Esquadró 617, Comandant d'Ala Guy Gibson, va ser condecorat amb la Creu Victòria per la seva participació en l'atac. La insígnia de l'esquadró, aprovada pel Rei Jordi VI, mostra el trencament d'un embassament, commemorant Càstig.
Després de l'atac, es prohibí a Gibson seguir volant i va haver d'anar en una gira publicitària. George Holden esdevingué l'Oficial Comandant al juliol, però va ser abatut i mort en la seva quarta missió amb l'esquadró al setembre de 1943, en un atac sobre el Canal Dortmund-Ems; portava a 4 membres de la tripulació de Gibson amb ell. H. B. "Mick" Martin va prendre el comandament temporalment, abans que fos Leonard Cheshire nomenat comandant. Cheshire personalment va prendre part en les tècniques de marcatge d'objectius especials requerides quan augmentà la precisió de les unitats d'exploradors (al final marcava els objectius des d'un caça Mustang. Va ser condecorat amb la Creu Victòria.
Durant la resta de la guerra, l'esquadró continuà fent bombardeigs de precisió, incloent l'ús de les enormes bombes "terratremol" enormous "Tallboy" i "Grand Slam", en objectius concrets com les seus dels submarins, ponts o el Canal Dortmund-Ems, que finalment va ser destruït amb Tallboys al setembre de 1944.
Un atac notable va ser l'enfonsament del Tirpitz. El Tirpitz havia estat desplaçat fins a un fiord al nord de Noruega, des d'on amenaçava els combois àrtics i estava massa lluny per poder ser atacat per aire des del Regne Unit. Ja havia estat danyat pels submarins mitjans de la Royal Navy, així per una sèrie d'atacs llançats des de portaavions per l'Arma Aèria de la Flota, però cap dels dos atacs havia aconseguit enfonsar-lo. Finalment, la feina s'encarregà als esquadrons 617 i 9, operant des de Rússia i atacant al Tirpitz amb bombes Tallboy. El van danyar tant que va ser forçat a dirigir-se fins al fiord de Tromsø, més al sud, per ser reparat. Aquest fiord estava dins del radi d'acció operant des d'Escòcia, i des d'allà, a l'octubre, va ser atacat de nou, però els núvols van frustrar l'atac. Finalment, el 12 de novembre de 1944, ambdós esquadrons van atacar el Tirpitz. Les primeres bombes van fallar l'objectiu, però l'avió següent aconseguí 3 impactes directes en una ràpida successió. En menys de 10 minuts després que fos tocat per la primera bomba, el Tirpitz estava cap per avall. Ambdós esquadrons van reclamar com a pròpies les bombes que havien enfonsat al Tirpitz. Tots tres atacs sobre el cuirassat alemany van ser comandats pel Comandant d'Ala J. B. "Willy" Tait, que havia rellevat a Cheshire com a comandant del 617è al juliol.

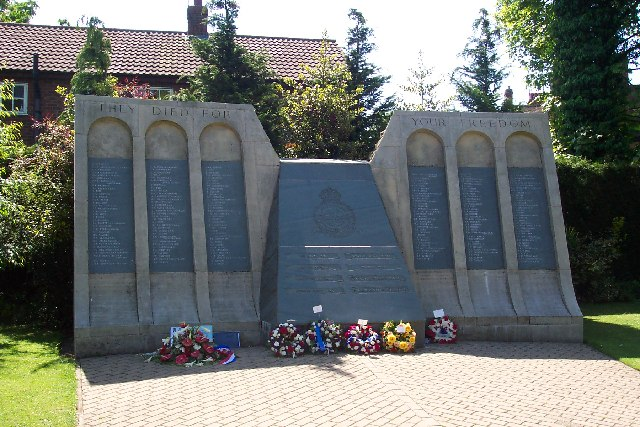
El memorial dels Dam Busters a Woodhall Spa, Lincolnshire

Els fets d'armes de l'esquadró durant la Segona Guerra Mundial, i Càstig en particular, van ser descrits al llibre que Paul Brickhill va publicar el 1951, The Dam Busters, i a la pel·lícula del mateix títol, tot i que molts documents encara avui estan protegits per la legislació sobre secrets oficials. Es considera que el treball definitiu és "The Dambusters Raid", de John Sweetman. del 1990. el 2006 s'anuncià que el director neozelandès Peter Jackson i David Frost podrien co-produir un re-make de la pel·lícula, amb guió de Stephen Fry i dirigida per Christian Rivers. El darrer pilot viu dels Dam Busters, el neozelandès Les Munro, oferí els seus serveis com a conseller tècnic.

### Postguerra
Després del final de la Segona Guerra Mundial, l'esquadró va rebre l'Avro Lincoln, al qual el seguí el bombarder a reacció English Electric Canberra el 1952. Va ser desbandat el 15 de desembre de 1955
Després de la reforma de Scampton l'1 de maig de 1958, l'esquadró operà el Avro Vulcan com a part de la Força V. Sent el primer a ser equipat amb armament nuclear, van tornar al bombardeig convencional després de 1968 i fins a la seva dissolució el 31 de desembre de 1981.
L'esquadró va ser reformat a RAF Marham, Norfolk l'1 de gener de 1983, per ser equipat amb el Panavia Tornado GR1. El 1994 va ser traslladat a RAF Lossiemouth amb Tornado GR1B amb el míssil Sea Eagle. El 617 també ha estat rutinàriament desplegat en suport de les operacions Resinar i Bolton, la contribució de la RAF a l'Operació Vigilància Meridional, la darrera vegada durant la primavera i l'estiu del 2000 a la Base Aèria d'Ali Al Salem, a Kuwait.

## Comandants
Entre els comandants del 617è Esquadró trobem:
- març de 1943 – Wg Cdr Guy Gibson
- agost de 1943 - Wg Cdr G W Holden
- setembre de 1943 – Squ Ldr H B Martin
- novembre de 1943 – Wg Cdr G L Cheshire
- juliol de 1944 – Wg Cdr J B Tait
- desembre de 1945 – Wg Cdr J E Fauquier
- abril de 1945 – Wg Cdr J E Grindon
- maig de 1958 - Wg Cdr D Bower